# Biserica Sfântul Nicolae din Florești
Biserica Sfântul Nicolae din Florești este un monument istoric aflat pe teritoriul satului Florești, comuna Florești-Stoenești. În Repertoriul Arheologic Național, monumentul apare cu codul 102810.01.
Monument istoric și de arhitectură religioasă. Biserică din zid, a cărei construcție a început în anul 1679 (comisul Stoian Florescu) și a fost terminată în 1715 de către Voichița Florescu.